# Castroreale
Castroreale is een gemeente in de Italiaanse provincie Messina (regio Sicilië) en telt 2805 inwoners (31-12-2004). De oppervlakte bedraagt 54,7 km², de bevolkingsdichtheid is 51 inwoners per km².

## Demografie
Castroreale telt ongeveer 1133 huishoudens. Het aantal inwoners daalde in de periode 1991-2001 met 6,9% volgens cijfers uit de tienjaarlijkse volkstellingen van ISTAT.
| Jaar | Inwoneraantal |
| ---- | ------------- |
| 1991 | 3126          |
| 2001 | 2910          |

## Geografie
De gemeente ligt op ongeveer 394 m boven zeeniveau.
Castroreale grenst aan de volgende gemeenten: Antillo, Barcellona Pozzo di Gotto, Casalvecchio Siculo, Rodì Milici, Santa Lucia del Mela en Terme Vigliatore.

## Geboren
- Ottaviano Preconio (1502-1568), aartsbisschop van Palermo

## Galerij

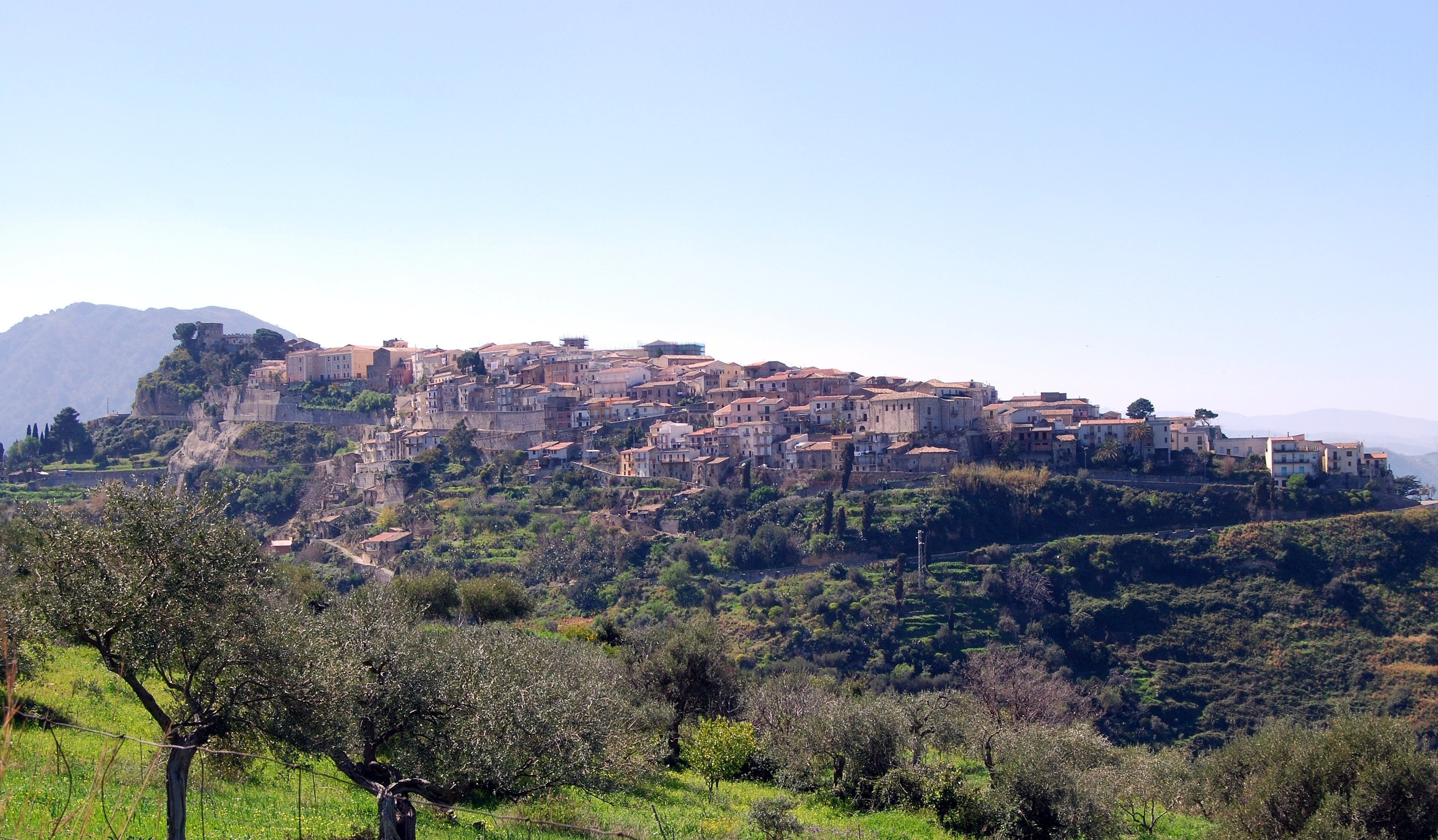
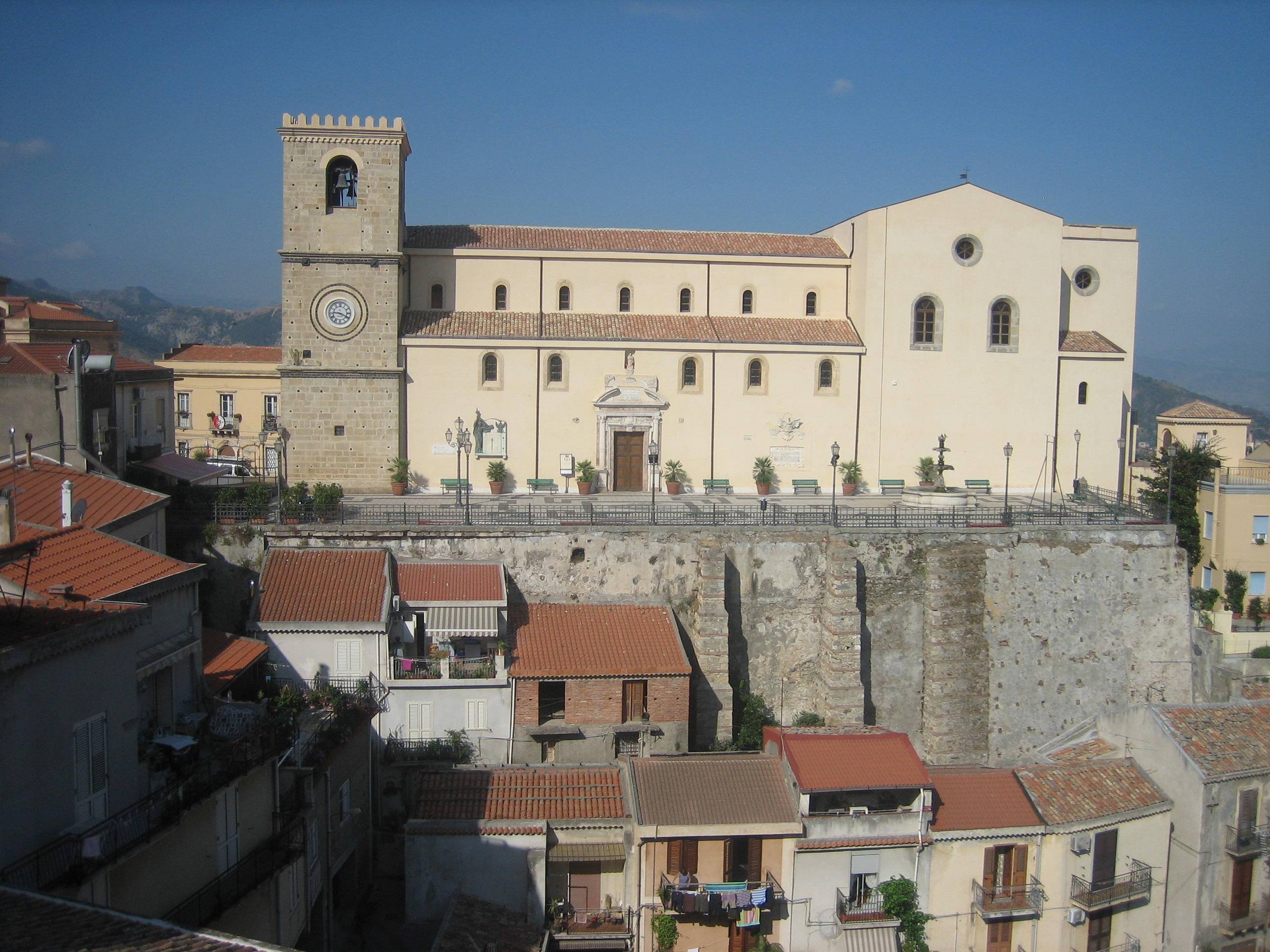
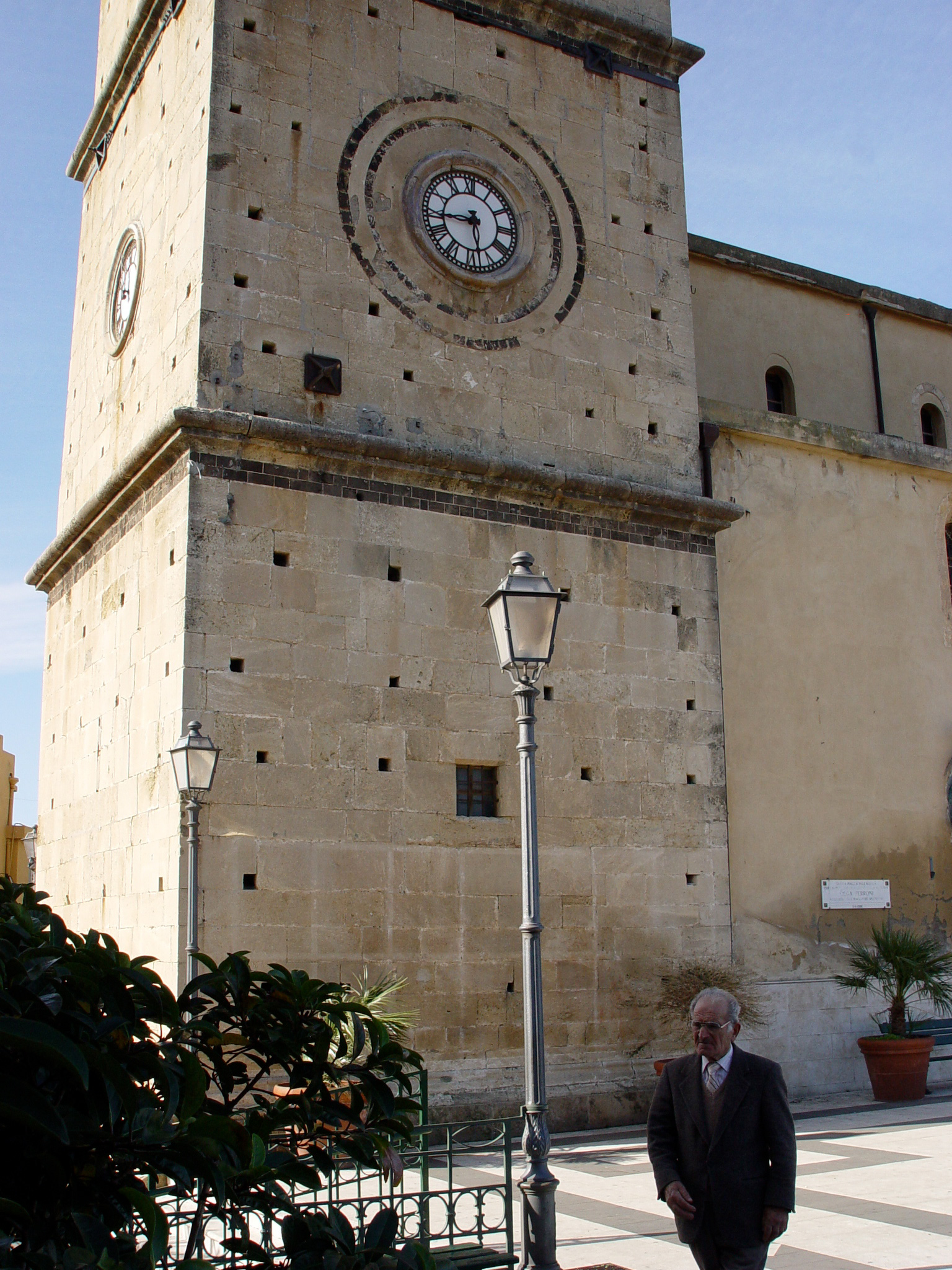

Acquedolci · Alcara li Fusi · Alì · Alì Terme · Antillo · Barcellona Pozzo di Gotto · Basicò · Brolo · Capizzi · Capo d'Orlando · Capri Leone · Caronia · Casalvecchio Siculo · Castel di Lucio · Castell'Umberto · Castelmola · Castroreale · Cesarò · Condrò · Falcone · Ficarra · Fiumedinisi · Floresta · Fondachelli-Fantina · Forza d'Agrò · Francavilla di Sicilia · Frazzanò · Furci Siculo · Furnari · Gaggi · Galati Mamertino · Gallodoro · Giardini-Naxos · Gioiosa Marea · Graniti · Gualtieri Sicaminò · Itala · Leni · Letojanni · Librizzi · Limina · Lipari · Longi · Malfa · Malvagna · Mandanici · Mazzarrà Sant'Andrea · Merì · Messina · Milazzo · Militello Rosmarino · Mirto · Mistretta · Mojo Alcantara · Monforte San Giorgio · Mongiuffi Melia · Montagnareale · Montalbano Elicona · Motta Camastra · Motta d'Affermo · Naso · Nizza di Sicilia · Novara di Sicilia · Oliveri · Pace del Mela · Pagliara · Patti · Pettineo · Piraino · Raccuja · Reitano · Roccafiorita · Roccalumera · Roccavaldina · Roccella Valdemone · Rodì Milici · Rometta · San Filippo del Mela · San Fratello · San Marco d'Alunzio · San Pier Niceto · San Piero Patti · San Salvatore di Fitalia · San Teodoro · Sant'Agata di Militello · Sant'Alessio Siculo · Sant'Angelo di Brolo · Santa Domenica Vittoria · Santa Lucia del Mela · Santa Marina Salina · Santa Teresa di Riva · Santo Stefano di Camastra · Saponara · Savoca · Scaletta Zanclea · Sinagra · Spadafora · Taormina · Terme Vigliatore · Torregrotta · Torrenova · Tortorici · Tripi · Tusa · Ucria · Valdina · Venetico · Villafranca Tirrena
1. ↑  https://demo.istat.it/?l=it.